# 오행
오행(五行, 영어: Wu Xing, Five Phases, Five Agents, Five Elements, Five Movements, Five Processes, Five Steps/Stages, Five Planets)은 동양 철학에서 우주 만물의 변화양상을 5가지로 압축해서 설명하는 이론으로, 5행이라는 것은 인간 사회의 다섯 개 원소로 생각된 화(火)·수(水)·목(木)·금(金)·토(土)의 운행변전(運行變轉)을 말한다. 행(行)이라는 것은 운행의 뜻이다.

## 사상의 발전
5행(五行)에 대한 생각은 이미 《서경》(書經)의 '홍범(洪範)'에서 보인다. '홍범'은 은나라의 유민(遺民)인 기자가 주나라 무왕에게 말한 것을 기록한 것이라 한다. 그 전설이 그대로 믿어질 수는 없어도 '홍범'은 《금문상서》 29편의 하나이기도 하여, 5행에 대한 생각이 아득한 옛 것임을 짐작케 한다. 다만 '홍범(洪範)'에서 말하는 5행은 다섯 개의 요소를 열거하는 데 그쳤을 뿐, 그 운행 변전까지는 말하지 않았다.
전국시대에 5행은 상생설(相生說)과 상극설(相剋說)이 생겨 우주나 인간계의 현상을 5행의 상생·상극으로 이해하고 예측하는 사고법이 발생하였다. 그것이 일반적으로 이르는 5행사상(五行思想)이다. 5행의 '상생(相生)'이라는 것은 목(木)은 화(火)를 생하고, 화(火)는 토(土)를, 토(土)는 금(金)을, 금(金)은 수(水)를, 수(水)는 목(木)을 생한다고 생각하는 순환 변전의 이치이다. '상극(相剋)'이라는 것은 수는 화를 이기고, 화는 금을, 금은 목을, 목은 토를, 토는 수를 이긴다는 것이다. 이 관념적 논리를 더욱 복잡하게 하고 신비화시키기 위하여 음양2원(陰陽二元)의 생각과 융합을 도모하여 여기에 '음양5행설(陰陽五行說)'이라고 하는 중국 특유의 사고(思考) 논리가 생겼다.
5행설을 신비화하고 관념화하여 음양5행설을 제창한 사람은 맹자보다 조금 후의 사람인 제나라의 추연(鄒衍)이라고 알려져 있다. 음양사상과 5행사상은 원래 각각 다른 것이었으나, 추연 이후 더욱이 한대(漢代)에 있어서 5행사상에 음양2원의 사상을 합치는 일이 일반화되었다. 이 신비적인 유심론은 바로 현상의 예측이나 역사의 해석에까지 이용되었다.

## 의미
오행이란 역학(易學)에서 우주 만물의 걸음걸이를 가리키는 것이다. 오행을 한 글자 한 글자 분석해보면 다섯 오(五)자에 다닐 행(行)자로 구성된 것을 알 수 있다. 다닐 행자는 걸음걸이라는 뜻이다. 우주 만물의 다섯 가지 걸음걸이. 그것이 바로 오행의 의미이다. 여기에서 걸음걸이라는 말은 바로 만물이 지나가는 방향, 만물의 상태가 변화하는 양상을 가리키는 것이다. 사람은 배가 고파지기도 하고 졸립기도 하고 행복해지기도 한다. 이것을 배가 고픈 길을 걷고, 졸린 길을 걷고, 행복한 길을 걷는 것이라고 해석할 수 있는데, 이와 같이 우주 만물은 어떠한 변화의 길을 걷게 된다. 그 변화의 길에서 원칙을 찾아냈고, 그것을 오행이라고 이름붙인 것이다.
오행은 사람이 자연에서 얻을 수 있는 재료의 개념에서 만물을 구성하고 있는 원소의 개념으로 발전했다. 목(木)은 뭉쳐있지만 유약한 것이었고, 화(火)는 정밀하지만 적은 것이었으며, 토(土)는 실하지만 흩어져 있는 것, 금(金)은 강하고 견고한 것, 수(水)는 많으나 허한 것을 뜻했다. 오행이 처음 이론으로 제안된 것은 공자와 같은 시대를 살았던 추연에 의해서다. 하지만 추연의 저작은 후세에 전해지지 않으며 우리가 접하는 오행은 음양론, 장상론, 상한론과 순서대로 결합한 중의학의 오행배당표가 대표적이다.

### 학문적 위치
종종 일반인들은 오행을 동양철학의 일부로 파악한다. 다만 이 '동양철학'이라는 용어는 유가, 도가, 불가, 음양가 등 다분히 광범위하고 종종 양립하기 힘든 개념들을 포괄해서 가리키기 때문에 적합하지 않다. 정확하게 서술하자면 동양철학 중에서 음양가, 즉 역학(易學)에 속하는 이론이다.
역학은 고대 동북아시아에서 발전한 학문으로, 음양의 질서를 통해 파악한 우주론에 대해 다루고 있다. 점술로 이용한 사람들이 있지만, 전통적으로 유교에서 우주론의 일부로 연구한 분야로 현대인들이 존경하는 많은 유학자들은 역학을 숭배하고 주역에 대해 많은 연구를 수행하였다.

## 구성

오행의 상생과 상극, 상극인 목, 토, 수, 화, 금 순으로 그려도 안쪽은 상생을 나타내게 된다.

오행의 구성은 다섯 가지 요소와 두 가지 상관관계로 이루어진다. 다섯 가지 요소란 목(木), 화(火), 토(土), 금(金), 수(水)가 바로 그것이다. 두 가지 상관관계는 바로 상생(相生)과 상극(相剋)이다.

### 다섯 가지 요소
오행의 다섯 가지 요소로는 목, 화, 토, 금, 수를 들 수 있다. 하지만 이 다섯 가지 요소가 무엇을 뜻함을 알기전에 우리는 이 다섯 가지 요소가 어떻게 현실과 관계를 맺고 있는지에 대해 알아볼 필요가 있다.
오행과 현실 간의 관계는 추상화로 요약할 수 있다. 현실을 한 단계 추상화시켜 현실에서 어떠한 특성을 추출해낸 것이 바로 오행인데, 사실 이러한 구조는 이른바 현대 학문들이 가지고 있는 구조와 동일하다. 예를 들어서, 물리학에서는 현실을 한 단계 추상화시켜 현실에서 "질량"이라든지 "전하량"이라는 특성을 추출해낸다. 현실은 질량 이외에도 색깔, 모양, 재질 등 여러 특성들이 혼재되어 있지만 해석하기 쉽게 하기 위해서 특정한 요소들을 추출해낸 것이다. 이와 같이 현실에서 어떠한 특성들을 추출해서 오행이라고 부르고, 그 오행 간의 관계를 연구한 것이 오행론이다. 즉, 현실에서 오행의 특성을 추출하고 오행의 특성에서 다시 오행론에 입각해서 해석하며, 그 오행론의 결과로 현실을 깊이있게 바라보는 것이 오행론의 연구방법이다.
이러한 추상화의 개념을 잘 이해한다면 목은 나무가 아닌 것임을 알 수 있다. 오행론은 단순히 나무에 대해서 이야기하는 것이 아니다. 오행론은 나무의 특성을 가진 현실에 대해 이야기하고 있는 것이다. 나무처럼 무럭무럭 자라나는 생명력있는 현실에 대해서 이야기하는 것이 바로 오행론이다. 그와 같이 오행론에서 화는 불이 아니며 토는 흙이 아니고 금은 돌이 아니고 수는 물이 아니다. 목, 화, 토, 금, 수는 A, B, C, D, E같은 일종의 기호라고 보면 된다.

### 두 가지 관계
중의학에서는 오행(五行)의 생리적 관계에서 상생(相生)과 상극(相剋)을 설명하고 병리적 관계에서 상생(相生)과 상승(相乘) 및 상모(相侮)를 설명하지만, 일반적으로 오행의 두 가지 관계를 말할 때는 생리적 관계에서의 상생과 상극을 뜻한다. 

생리적 관계에서 상생은 하나의 요소가 다음 번 순서의 요소를 촉진하고 자생하며 조장하는 것으로 목생화(木生火), 화생토(火生土), 토생금(土生金), 금생수(金生水), 수생목(水生木)이라고 한다. 상극은 하나의 요소가 다른 요소를 제약하거나 억제하는 것으로 목극토(木剋土), 토극수(土剋水), 수극화(水剋火), 화극금(火剋金), 금극목(金剋木)이라고 한다. 생리적 관계에서 상생과 상극은 정상이며, 다섯 가지의 요소가 서로 도와주고 제어하며 운동함으로써 사물의 동태적 평형을 유지한다. 

병리적 관계에서 상생은 생리적 관계의 상생에 이상이 생긴 것으로 상생하는 순서를 따라 질병이 전변되는 것을 뜻한다. 목생화(木生火)가 안 되면 목(木)이나 화(火)에 병이 생길 수 있는데, 이때 목(木)에 생긴 병은 화(火)로 전변될 수 있다. 상승은 생리적 관계의 상극에 이상이 생긴 것으로 제어하는 쪽이 너무 강하거나 제어를 받는 쪽이 너무 약할 때 일어난다. 목극토(木剋土)에서 목(木)이 너무 강해도 토(土)에 이상이 생기고 토(土)가 너무 약해도 토(土)에 이상이 생긴다. 상모도 생리적 관계의 상극에 이상이 생긴 것이나 제어하는 쪽이 너무 약할 때 일어난다. 목극토(木剋土)는 정상적인 상태지만 목(木)이 너무 약해서 토(土)를 제어하지 못할 경우 반대로 토(土)에 의해서 목(木)에 이상이 생기는 경우다. 

오행은 사람이 자연에서 얻을 수 있는 재료의 개념에서 만물을 구성하는 원소의 개념으로 발전했고, 오늘날에는 만물에 대한 추상화로 이해되고 있다. 중의학에서는 여기에 장상론(藏象論)에서 설명하는 장부(臟腑)와 연계시켜 오행변증 등에서 오행의 상생과 상극의 개념을 적용시키고 있다.

### 상생(相生)
목생화(木生火): 나무는 불을 낳는다. 나무에서 불이 난다.

화생토(火生土): 불은 흙을 낳는다. 불이 나면 재가 나와 흙이 된다(재가 흙을 비옥하게 만든다).

토생금(土生金): 흙은 쇠를 낳는다. 흙에서 쇠가 난다.

금생수(金生水): 쇠는 물을 낳는다. 쇠에서 물이 맺힌다(쇠가 물을 맑게한다).

수생목(水生木): 물은 나무를 낳는다. 물은 나무를 살린다.

### 상극(相剋)
목극토(木剋土): 나무는 흙을 이긴다. 나무가 흙에 뿌리를 내린다.

토극수(土剋水): 흙은 물을 이긴다. 흙은 물을 가둔다.

수극화(水剋火): 물은 불을 이긴다. 물은 불을 끈다.

화극금(火剋金): 불은 쇠를 이긴다. 불은 쇠를 녹인다.

금극목(金剋木): 쇠는 나무를 이긴다. 쇠는 나무를 자른다.

## 오행과 중국문화의 관계
중국문화에서 오행과 방위, 색, 신수 모두 밀접하게 관련되어 있다.
| 오행                           | 목                                | 화                           | 토                              | 금                               | 수                                |
| ------------------------------ | --------------------------------- | ---------------------------- | ------------------------------- | -------------------------------- | --------------------------------- |
| 오재(五材)                     | 나무                              | 불                           | 흙                              | 쇠                               | 물                                |
| 오색(五色)                     | 청색(青)                          | 적색(赤)                     | 황색(黄)                        | 백색(白)                         | 흑색(黑)                          |
| 오방(五方)                     | 동(東)                            | 남(南)                       | 중(中)                          | 서(西)                           | 북(北)                            |
| 오계(五季)                     | 봄(春)                            | 여름(夏)                     | 사계(四季)                      | 가을(秋)                         | 겨울(冬)                          |
| 오시(五時)                     | 오전(平旦)                        | 한낮(日中)                   | 오후(日西)                      | 저녁(日入)                       | 밤(夜半)                          |
| 오절(五節)                     | 설날(新年)                        | 상사(上巳)                   | 단오(端午)                      | 칠석(七夕)                       | 중양절(重阳)                      |
| 오성(五星)                     | 목성(木星)                        | 화성(火星)                   | 토성(土星)                      | 금성(金星)                       | 수성(水星)                        |
| 오성(五聲)                     | 부름(呼)                          | 웃음(笑)                     | 가창(歌)                        | 울음(哭)                         | 읊조림(呻)                        |
| 오음(五音)                     | 각(角), 아음(ㄱ, ㅋ, ㄲ)          | 치(徵), 설음(ㄴ, ㄷ, ㅌ, ㄸ) | 궁(宮), 순음(ㅁ, ㅂ, ㅍ, ㅃ)    | 상(商), 치음(ㅅ, ㅆ, ㅈ, ㅊ, ㅉ) | 우(羽), 후음(ㅇ, ㅎ)              |
| 오장(五臟)                     | 간(肝)                            | 심장(心)                     | 비장(脾)                        | 허파(肺)                         | 콩팥(腎)                          |
| 오부(五腑)                     | 쓸개(膽)                          | 소장(小腸)                   | 위(胃)                          | 대장(大腸)                       | 방광(膀胱)                        |
| 오체(五體)                     | 힘줄(筋)                          | 경맥(脈)                     | 근육(肉)                        | 피부(皮)                         | 뼈(骨)                            |
| 오지(五志)                     | 노여움(怒)                        | 기쁨(喜)                     | 생각(思)                        | 슬픔(悲)                         | 공포(恐)                          |
| 오지(五指)                     | 집게손가락(食指)                  | 가운뎃손가락 (中指)          | 엄지손가락 (大拇指)             | 약손가락 (無名指)                | 새끼손가락(小指)                  |
| 오관(五官)                     | 눈(目)                            | 혀(舌)                       | 입(口)                          | 코(鼻)                           | 귀(耳)                            |
| 오각(五觉)                     | 시각(色)                          | 촉각(觸)                     | 미각(味)                        | 후각(香)                         | 청각(聲)                          |
| 오액(五液)                     | 눈물(泣)                          | 땀(汗)                       | 침(涎)                          | 콧물(涕)                         | 가래(唾)                          |
| 오미(五味)                     | 신맛(酸)                          | 쓴맛(苦)                     | 단맛(甘)                        | 매운맛(辛)                       | 짠맛(鹹)                          |
| 오취(五臭)                     | 누린내(膻)                        | 탄내(焦)                     | 향기(香)                        | 비린내(腥)                       | 구린내(朽)                        |
| 오기(五氣)                     | 힘줄(筋)                          | 혈액(血)                     | 근육(肉)                        | 숨(氣)                           | 뼈(骨)                            |
| 오영/오화(五榮/五華)           | 손톱(爪)                          | 얼굴(面)                     | 입술(唇)                        | 눈썹(毛)                         | 털(髮)                            |
| 오수(五獸)                     | 청룡(青龍)                        | 주작(朱雀)                   | 기린/등사/구진 (黄麟/螣蛇/勾陳) | 백호(白虎)                       | 현무(玄武)                        |
| 오축(五畜)                     | 개(狗)                            | 양(羊)                       | 소(牛)                          | 닭(鸡)                           | 돼지(猪)                          |
| 오충(五蟲)                     | 인충 (鱗蟲: 물고기, 곤충, 파충류) | 우충 (羽蟲: 새)              | 나충 (裸蟲: 사람)               | 모충 (毛蟲: 포유류)              | 개충 (介蟲: 거북, 갑각류, 양서류) |
| 오곡(五穀)                     | 모시풀(苧麻)                      | 기장(黍)                     | 쌀(稻)                          | 옥수수(粟)                       | 콩(菽)                            |
| 오과(五果)                     | 자두(李)                          | 살구(杏)                     | 대추(枣)                        | 복숭아(桃)                       | 밤(栗)                            |
| 오채(五菜)                     | 부추(韭)                          | 염교(薤)                     | 해바라기(葵)                    | 파(葱)                           | 콩잎(藿)                          |
| 오상(五常)                     | 인(仁)                            | 예(禮)                       | 신(信)                          | 의(義)                           | 지(智)                            |
| 오경(五經)                     | 《시경》(诗)                      | 《의례》(礼)                 | 《춘추》(春秋)                  | 《서경》(书)                     | 《역경》(易)                      |
| 오정(五政)                     | 너그러움(宽)                      | 밝음(明)                     | 공손함(恭)                      | 힘(力)                           | 고요함(静)                        |
| 오악/오기(五惡/五氣)           | 바람(風)                          | 열(热)                       | 젖음(湿)                        | 마름(燥)                         | 차가움(寒)                        |
| 오화(五化)                     | 생명(生)                          | 자람(長)                     | 가르침(化)                      | 거둠(收)                         | 감춤(藏)                          |
| 오사(五祀)                     | 집(戶)                            | 부엌(灶)                     | 처마(霤)                        | 문(門)                           | 우물(井)                          |
| 괘상(卦象)                     | 진(震)                            | 이(離)                       | 곤(坤)                          | 태(兌)                           | 감(坎)                            |
| 성수(成數)                     | 8(八)                             | 7(七)                        | 5(五)                           | 9(九)                            | 6(六)                             |
| 병변/오변/오동(病變/五變/五動) | 쥠(握)                            | 우울(憂)                     | 구토(噦)                        | 기침(咳)                         | 소름(粟)                          |
| 병위(病位)                     | 목(頸項)                          | 흉협(胸脅)                   | 등마루(脊)                      | 견배(肩背)                       | 요고(腰股)                        |

## 같이 보기
- 기
- 음양
- 오방색
- 고대 원소